# Hadley Point
Hadley Point är en udde i Antarktis. Den ligger i Västantarktis. Inget land gör anspråk på området.
Terrängen inåt land är varierad. Havet är nära Hadley Point åt nordost.  Trakten är obefolkad. Det finns inga samhällen i närheten.